# Denmark Hill
Denmark Hill est une zone anglaise située au sud-est de Londres, dans le borough londonien de Southwark.